# Rose Hip Rose
Rose Hip Rose (jap. ローズ ヒップ ローズ, rozu hippu rozu) ist eine Manga-Serie des japanischen Zeichners Tōru Fujisawa, der vor allem durch sein Great Teacher Onizuka bekannt geworden ist. Der Manga erzählt die Geschichte einer besonderen Spezialeinheit und richtet sich vorwiegend an eine erwachsene, männliche Leserschaft, lässt sich also der Seinen-Gattung zuordnen.
Rose Hip Rose, das „Fanservice“- und Gewaltszenen enthält, wurde durch Magnum Rose Hip fortgesetzt; zusammen erschienen die Geschichten in vier Bänden. Außerdem kam später die Serie Rose Hip Zero heraus, die die Vorgeschichte erzählt.

## Handlung
Der Oberschüler Shohei Aiba lebt in Tokio. Er macht sich einen Spaß daraus, Mädchen unter den Rock zu schauen und davon Fotos zu machen, um diese dann ins Internet zu stellen. Shohei hat wenig Zukunftsperspektiven.
Sein Leben ändert sich schlagartig, als er versucht, auch von der siebzehnjährigen Schülerin Kasumi Asakura ein Foto zu machen. Das Mädchen durchschaut ihn und nimmt ihm die Speicherkarte des Handys weg. Sie beginnt, sich in sein Leben einzumischen und es durcheinanderzubringen. So wird sie nicht nur die neue Mitschülerin in seiner Klasse, sondern zieht auch in dasselbe Haus wie Shohei ein. Sie hat in der Schule sehr gute Noten, ist in Sport ein absolutes Ass und kann sogar über Züge springen. Deshalb beginnt Aiba, sich schon bald für das Mädchen mit dem Rosentatoo am Oberschenkel zu interessieren.
Wenig später wird er Zeuge eines Banküberfalls mit Geiselnahme. Auch sieht er, wie eine Sonderbeauftragte der Polizei namens Rose Hip diesen Überfall recht schnell beendigt. Als er Rose Hip später auf der Suche nach Asakura erneut begegnet und dabei in die Hände eines gefährlichen Killers gerät, beginnt er zu ahnen, dass Asakura und Rose Hip dieselbe Person sein könnten.

## Veröffentlichungen
Rose Hip Rose erschien in Japan von November 2002 bis 2003 in Einzelkapiteln im Manga-Magazin Young Magazine Uppers. Später erschien eine Fortsetzung unter dem Titel Magnum Rose Hip. Der Kōdansha-Verlag brachte die Kapitel der ersten Serie und der Fortsetzung auch in vier Sammelbänden heraus.
Der Manga wurde auch in den USA, Hongkong, Südkorea, Frankreich und Deutschland verlegt. Die deutsche Übersetzung in vier Sammelbänden erschien von Januar 2007 bis September 2009 bei Egmont Manga & Anime.

## Rezeption
Die Animania schreibt, „Fans von brutaler Krimi-Action und sexy Girls gepaart mit einer guten Note Comedy werden […] voll und ganz zufriedengestellt“. Auch Fujiwaras „unverwechselbares Character-Design“, unverändert zum vorher geschaffenen Great Teacher Onizuka, überzeuge – vor allem in Kampfszenen. Dagegen bleibe die Handlung eher zu alltäglich und die Charaktere enttäuschend oberflächlich.